# Hieracium elisaeanum
Hieracium elisaeanum es una especie de planta con flor del género Hieracium, de la familia Asteraceae, orden Asterales.

## Distribución
Hieracium elisaeanum se distribuye por España.

## Taxonomía
Fue descrita científicamente por Arv. ex Willk. Fue publicada en Suppl. Prodr. Fl. Hispan.